# Agalmopolynema bicoloricorne
Agalmopolynema bicoloricorne is een vliesvleugelig insect uit de familie Mymaridae. De wetenschappelijke naam is voor het eerst geldig gepubliceerd in 1988 door Fidalgo.